# Conservatoire de Hô Chi Minh-Ville
Le conservatoire de Hô Chi Minh-Ville (vietnamien : Nhạc viện Thành phố Hồ Chí Minh) est un conservatoire situé dans le 1er arrondissement de Hô Chi Minh-Ville, au Vietnam. Ce conservatoire fournit une éducation musicale à un niveau universitaire de doctorat, pour le sud du Vietnam (la Cochinchine). C'est l'un de trois conservatoires au Vietnam[réf. nécessaire], avec le conservatoire de Hanoï et conservatoire de musique de Huê.

## Établissement et développement du conservatoire
Historiquement, le précurseur de cette université était la division de musique de l'université d'art de Gia Dinh. En 1956, cette division est séparée de l'université pour devenir école nationale de musique de Saigon. 
Quand l'enseignement du théâtre a été ajouté au programme d'éducation de l'école, celle-ci a été renommée « École nationale de musique et de théâtre de Saïgon » avec 2 sections principales d'enseignement : musique (musique européenne et musique nationale vietnamienne, ou musique traditionnelle vietnamienne) et arts dramatiques (théâtre traditionnel vietnamien).
Après le 30 avril 1975, l'école a pris le nom d'école nationale de musique de ville de Hô Chi Minh. En 1976, la division des arts dramatiques a été séparée pour fonder l'« École de théâtre de Hô Chi Minh-Ville », aujourd'hui devenue l'École de théâtre et de cinéma de Hô Chi Minh-Ville. De 1978, le programme de danse a été ajouté aux enseignements de l'école. 
Le 2 février 1980, l'école a été promue au rang d'université par le gouvernement vietnamien et renommée « Conservatoire de Hô Chi Minh-Ville ».

## Enseignement
- théorie de la musique, composition musicale, et direction ;
- piano ;
- instruments musicaux symphoniques, comprenant le cordes (violon, violoncelle, alto, contrebasse), vents (flûte, hautbois, clarinette, basson, cor, trompette, trombone, tuba) et bộ gõ ;
- chant ;
- instruments musicaux traditionnels vietnamiens (violon à deux cordes, violon monocorde, cithare à 36 cordes, flûte de bambou) ;
- guitare, mandoline, accordéon.